# Regiment Dnipro
Das Regiment Dnipro (ukrainisch Полк Дніпро) ist ein im April 2014 gegründeter freiwilliger ukrainischer Kampfverband.

## Geschichte
Der Verband wurde im Rahmen des Krieges in der Ukraine seit 2014 auf Initiative und mit finanzieller Unterstützung des Multimilliardärs und Oligarchen Ihor Kolomojskyj aufgestellt, um die prorussischen Separatisten in der Ostukraine militärisch zu bekämpfen.
Nach Medienberichten vom Juni bzw. August 2014 hat die Kampfeinheit eine Stärke von 2000 bis 5000 Mann. Die Ausbilder des Regiments sollen zum Teil aus dem Ausland stammen, etwa aus Israel, Rumänien und Georgien. Kolomojskyj habe insgesamt eine Summe von etwa 10 Millionen US-Dollar in die Aufstellung der Kampfeinheit investiert.
Das Regiment ist in Dnipro stationiert, wurde aber auch bereits bei Kampfhandlungen außerhalb der Oblast Dnipropetrowsk eingesetzt.  Wie die anderen freiwilligen ukrainischen Kampfverbände ist auch das Bataillon Dnipro formell dem Innenministerium der Ukraine bzw. der Nationalgarde unterstellt, aber nicht in die ukrainische Armee eingegliedert.

## Politische Ausrichtung
Unter Berufung auf den ukrainischen Rechtsextremismusforscher Anton Schechowzow schrieb der Deutschlandfunk am 27. Juni 2015 über die Finanzierung und politische Ausrichtung des Freiwilligen-Bataillon Dnipro:

„Der Unternehmer Ihor Kolomojskij, der im Banken-, Medien-, und Energiesektor tätig und einer der reichsten Männer der Ukraine ist, wurde nach dem Maidan zum Gouverneur von Dnipropetrowsk ernannt – seiner Heimatregion. Ganz offiziell finanziert Kolomojskij das Freiwilligen-Bataillon Dnipro. Laut Rechtsextremismus-Experte Shekhovtsov ist anzunehmen, dass Kolomojskij den Rechten Sektor zumindest bis Ende 2014 finanzierte – um die Region Dnipropetrowsk und seine Geschäftsinteressen zu schützen. Aber auch, um sich politischen Einfluss zu sichern.“

Im März 2015 drohte Ihor Kolomojskyj als Finanzier des Regiments dieses im Streit um Gaspipelines und Öl mit Präsident Petro Poroschenko (bzw. Kabinett Jazenjuk II) einzusetzen. Siehe dazu Abschnitt Konflikt mit Präsident Poroschenko im Artikel Ihor Kolomojskyj. Etwa zur gleichen Zeit drohte er, das Regiment Dnipro einzusetzen, falls man versuchen sollte, ihn als Gouverneur von Dnepropetrowsk abzusetzen.